# So Far So Good (The Chainsmokers)
So Far So Good è il quarto album in studio del duo musicale statunitense The Chainsmokers, pubblicato il 13 maggio 2022.

## Tracce
1. Riptide – 2:51
2. High – 2:55
3. iPad – 3:22
4. Maradona – 3:43
5. Solo Mission – 4:25
6. Something Different – 2:34
7. I Love U – 3:05
8. If You're Serious – 3:44
9. Channel 1 – 3:19
10. Testing – 3:39
11. In Too Deep – 3:14
12. I Hope You Change Your Mind – 3:24
13. Cyanide – 4:33